# Saab 35 Draken
De Saab 35 Draken (Zweeds: vlieger of draak) was een onderscheppingsjager van de Zweedse vliegtuigfabriek Saab die later ook verder werd ontwikkeld als trainer (SK 35C) en fotoverkenner (S 35E). Er werden totaal 650 toestellen afgeleverd in de diverse varianten.
De Saab Draken was operationeel bij de luchtmachten van Denemarken, Finland, Oostenrijk en Zweden. Het toestel werd vanaf 1971 bij de Zweedse luchtmacht afgelost door zijn opvolger de Saab 37 Viggen.

## Inleiding
De technologische vooruitgang in en vlak na de Tweede Wereldoorlog was enorm. Daarom raakte de ontwikkeling van het moderne straalvliegtuig in deze tijd ook in een stroomversnelling. Hoewel Zweden, als neutrale onafhankelijk staat, niet over de industriële capaciteit van een grootmacht beschikte slaagde men er toch in om hierin mee te gaan. Zodoende ontwikkelde Zweden een eigen serie solide, betrouwbare en zeer flexibele gevechtsvliegtuigen.

## Geschiedenis
Tijdens de opkomst van de straalmotor eind jaren 40 wilde Flygvapnet (de Zweedse luchtmacht) een onderscheppingsjager met Short Take Off and Landing-capaciteit tegen bommenwerpers en andere straaljagers, om de politieke neutraliteit van Zweden te garanderen. Deze jager moest kunnen opstijgen van openbare wegen en binnen 10 minuten worden volgetankt en herbewapend.
Onder de naam project 1200 liet de Zweedse regering in 1949 een onderscheppingsjager ontwikkelen die de Saab 29 Tunnan, op dat moment juist in dienst gesteld bij de Zweedse luchtmacht, later zou moeten opvolgen.
Het Saab ontwerpteam o.l.v. Erik Bratt ging aan het werk en kwam met een voor die tijd radicaal ontwerp: project 1250. Dit was gericht op een deltavleugel met een hoek van 70°. Een vervolgontwerp leidde zelfs tot een dubbele delta-constructie met een dikke binnenkant van de vleugel in een hoek van 80° en een dunne buitenkant van de vleugel in een hoek van 57°. Het dikke vleugeldeel bevatte de brandstof en het landingsgestel, en de dunne buitenkant leverde extra draagvermogen bij het stijgen en dalen met lage snelheid. Dit was van groot belang bij operaties van korte geïmproviseerde banen. Tevens gaf de dunne buitenvleugel een grote winst in low-drag karakteristiek nodig om met hoge snelheid te vliegen.
Proeven in de windtunnel bevestigden de goede werking van dit ontwerp en een testmodel op 70% van de werkelijke grootte werd geproduceerd; dit ontwerp kreeg de indicatie Saab 210 Lilldraken (kleine draak). Dit ontwerp was zijn tijd zo ver vooruit dat het Zweedse luchtmachtpersoneel zelf twijfelde aan het nut van het ontwerp. De SAAB 210 had een grote staartvin maar de gebruikelijke horizontale staartvlakken ontbraken totaal omdat proeven in de windtunnel aantoonden dat toepassing van een horizontaal staartvlak het toestel onstabiel zou maken.
De eerste vlucht van de Lilldraken was in januari 1952. Testvlieger Bengt Olow bracht het toestel, uitgerust met een Armstrong Siddeley Adder turbojet in de lucht. Deze motor leverde slechts 3,92 kN stuwkracht; daarom werden de tests alleen heel vroeg in de morgen gevlogen. De in de middag opgewarmde lucht zou de prestaties namelijk negatief beïnvloeden. De Lilldraken maakte meer dan 1000 vluchten alvorens hij later aan het luchtmachtmuseum werd geschonken.

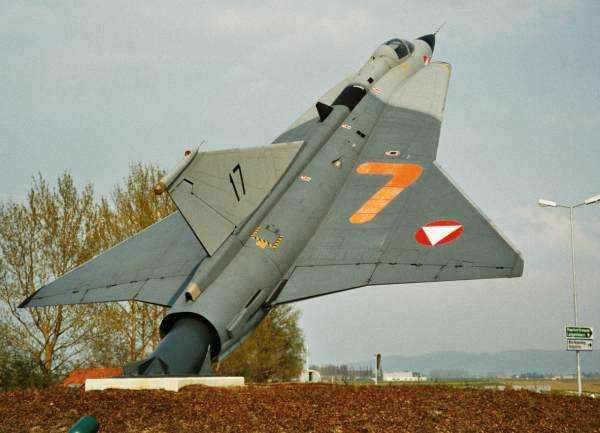
Bij dit Oostenrijkse toestel is het ontbreken van het horizontale staartvlak goed te zien

Oorspronkelijk waren de luchtinlaten van de Saab 210 in de neus van het toestel gepland. Toen dit een ernstige ontwerpfout bleek werd het geheel opnieuw ontworpen en aangepast waarbij de luchtinlaat een stuk achteruit geplaatst werd. Dit eindresultaat werd aangeduid als Saab 210B en de oudere configuratie werd de 210A.
In 1953 bestelde de Zweedse luchtmacht drie prototypes en drie pre-productie Saab J 35 Drakens. Deze waren door de fabriek uitgerust met een Britse Avon 200 turbojet. Niet veel later werd toestemming verkregen tot licentiebouw van deze motor onder de naam Svenska Flygmotor AB (later Volvo Flygmotor).
De eerste prototypevlucht was in oktober 1955. Een jaar later moesten twee toestellen een buiklanding maken wegens problemen met het landingsgestel, wat voor een tijdelijke programma terugval van zeven maanden zorgde. Eind 1956 werden de tests hervat en waren de problemen met het landingsgestel verholpen. Van de drie prototypes ging er een verloren bij een hangarbrand, de tweede en derde gingen respectievelijk naar het luchtmachtmuseum en een technische school.
In 1956 werd de serieproductie van de J 35A Draken gestart. Dit toestel was al wat doorontwikkeld en goed voor een topsnelheid van Mach 1,8. De eerste leveringen aan de Zweedse luchtmacht vonden in maart 1960 plaats.
De vlieger zat in een onder druk staande cockpit op een eenvoudige door Saab ontworpen schietstoel. Deze stond onder een hoek van 30° om de hoge g-krachten op te vangen. Het landingsgestel had drie grote wielen en het neuswiel was voorzien van een spatbord voor operaties op onverharde banen. De staartvin was voorzien van een grote remparachute.
De bewapening bestond uit twee ADEN 30 mm roterende snelvuurkanonnen, gemonteerd naast de luchtinlaten. De J 35A bezat een centerline hardpoint en een onder iedere vleugel. Onder de vleugels werden twee Rb 24 lucht-luchtraketten, een in licentie gebouwde AIM-9 Sidewinder, vervoerd. Het centerline hardpoint werd bezet door een extra brandstoftank van 530 liter. Als de tank niet werd meegenomen konden op dit bevestigingspunt twee extra Rb 24’s worden gemonteerd.

## Geproduceerde versies
- J 35A Draken (J voor Jakt (jachtvliegtuig)): was het eerste type. In 1949 begon de fabrikant Saab met de ontwikkeling van een straaljager die aan de gestelde eisen kon voldoen. Het prototype vloog in oktober 1955 en invoering bij de Zweedse Luchtmacht vond plaats in maart 1960. Dit was de Draken type J 35A met zijn zeer kenmerkende dubbele deltavleugel. Het bleek een van de beste onderscheppingsjagers van zijn tijd te zijn. Het vliegtuig had genoeg aan een asfaltstrook van 800 m om op te stijgen. De Volvo RM6B-straalmotor, een in licentie gebouwde Rolls-Royce Avon 300, leverde een stuwkracht van 48,9 kN (met naverbrander 68 kN), waarmee de Draken een snelheid van Mach 1,8 in horizontale vlucht bereikte.
- J 35B: werd de verbeterde versie met iets groter radarbereik, een nieuw afvuursysteem en 75 mm Bofors ongeleide lucht-luchtraketten. De J 35B werd vanaf 1962 geleverd.
- SK 35C: was de onbewapende tweezits trainerversie.
- J 35D: was een verder ontwikkelde uitvoering van de J 35A met een sterkere RM 6C straalmotor met een stuwkracht van 57,5 kN (met naverbrander 77,6 kN). Hiermee bereikte de Draken een topsnelheid van boven Mach 2 in horizontale vlucht. De J 35D was verder uitgerust met de Saab FH5 automatische piloot, een Ericsson PS 03 radarsysteem gekoppeld aan het Saab S 7A afvuursysteem waarmee AIM-9 Sidewinders konden worden gelanceerd. Ook had dit type de nieuwe Saab 73SE-F schietstoel die al vanaf de grond kon worden gebruikt.
- S 35E, waarbij de S voor Spaning (verkenning) staat: was de onbewapende tactische fotoverkenner versie met 5 vaste Franse OMERA/Segid-camera's in de neus. 2 extra camera's werden in plaats van kanonnen geplaatst.
- J 35F: was de laatste, meest geproduceerde (250 stuks) variant. Deze had een verbeterde motor, een voor die tijd zeer geavanceerd besturings- en wapensysteem en de capaciteit tot het afvuren van geleide lucht-luchtraketten van het type Hughes AIM-4 Falcon. Bij dit type werd een van de 30 mm M-55 ADEN kanonnen vervangen door extra elektronica voor het wapensysteem.
- J 35J: was een verbeterde (aangepaste) versie van het vorige type. Deze 67 toestellen hebben van 1991 tot 8-12-1998 gediend aan de westgrens (NATO).

### Deense vliegtuigen
- F-35 (A 35XD): was een gevechtsvliegtuig met de standaardavionica van de NAVO. F-35 hadden geen radar.
- RF-35 (S 35XD): was een verkenningsvliegtuig met zes 70-mm-Vinten-camera's in de neus.
- TF-35 (Sk 35XD): was een lesvliegtuig met twee schietstoelen.

## Trivia
- Miljardair Jared Isaacman, groot fan van de Draken, heeft zijn aerobatics-bedrijf Draken International ernaar vernoemd.[1]